# 하나 유우키
하나 유우키(일본어: 華 優希 はな ゆうき[*], 1993년 11월 13일 - )는 일본의 배우이다. 전 다카라즈카 가극단 하나구미 톱여역이다.
교토부 교토시, 리츠메이칸고등학교 출신이다. 키 161cm, 혈액형 A형이다. 애칭은 "하나짱", "노조미"이다.
소속사는 이 콘셉트이다.

## 약력
2012년, 다카라즈카 음악학교에 입학하였다.
2014년, 다카라즈카 가극단 100기생으로 입단. 츠키구미 공연 「다카라즈카오도리／내일에의 지침／TAKARAZUKA 화시집100!!」으로 초무대를 했다.
2015년, 구미마와리를 거쳐 하나구미에 배속되었다.
가련한 외모로 일찍부터 주목을 받아, 2017년, 아스미 리오ㆍ센나 아야세 톱콤비 대극장 오히로메 「邪馬台国の風」로 신인공연 첫 히로인. 이어서, 「하이카라씨가 지나간다」 (드라마시티/일본청년관 공연)으로 동상공연 첫 히로인을 맡았다. 생기발랄한 캐릭터 하나무라 베니오를 연기해, 그녀와 찰떡같은 역할을 하였다.
2018년, 「포의 일족」에서 톱스타 아스미 리오가 연기하는 주인공의 동생 메리벨 역에 발탁되었다.
2019년, 센나 아야세 퇴단공연 「CASANOVA」로 2번째 신인공연 히로인. 같은 해 4월 29일자로 하나구미 톱여역에 취임하였다. 아스미 리오의 4번째 상대역으로, 「사랑하는 ARENA」 (요코하마 아리나 공연)으로 톱 오히로메. 이어, 「A Fairy Tale／샤름!」으로 대극장 톱콤비 오히로메이자, 아스미 리오의 퇴단공연을 하였다. 아스미가 퇴단 한 후, 유즈카 레이를 2번째 상대역으로 맞이했다.
2020년, 자신의 첫 동상공연 히로인 작품 「하이카라씨가 지나간다」으로 유즈카와 톱콤비 대극장 오히로메. 코로나19로 인해 공연 휴지기간이 있었고, 약 4개월 늦게 대극장 오히로메 공연을 하였다.
2021년 7월 4일, 「아우구스투스／Cool Beast!!」 도쿄공연 천추락을 기해, 다카라즈카 가극단을 퇴단하였다. 긴급 사태 선언에 의해, 다카라즈카에서의 천추락은 대극장 역사상 최초 무관객으로 상연되었다. 같은 해, 「마드모아젤 모차르트」로 퇴단 후 첫 공연에 출연했다. 다카라즈카 시절의 상대역 아스미와 재공연을 달성했다.

## 인물
다카라즈카 팬이었던 할머니, 어머니의 영향으로, 철이 들 무렵부터 다카라즈카의 존재는 알고 있었지만, 2011년, 유키구미 공연 「로미오와 줄리엣」을 처음 보고 충격을 받았다. "보는 쪽이 아니라, 꿈을 만드는 건너편으로 가고 싶다"라고, 진로를 고민하던 안개가 걷혀, 음악학교 수험을 결심했다. 어머니는 "평범하게 결혼했음 좋겠어"라고 반대했지만, 지금은 가장 응원해주고 있는 존재이다.
예명의 "하나(華)"에는 "보고 있으면 마음에 꽃이 피어 행복한 기분이 드는 것 같아" 라는 의미를 담고, 우연히도 조의 이름과도 겹쳤다.

## 수상이력
- 2018년, 『다카라즈카 가극단 연도상』 - 2017년도 신인상